# Омбудсман
Омбудсман је особа или институција која је задужена да представља интересе јавности истражујући или одговарајући на притужбе на злоупотребе или повреде права. Мада омбудсмана постављају владе или парламенти, он има значајан ниво независности у свом деловању. Омбудсман је први пут уведен у Шведски парламент 1809. године у циљу контроле извршне власти. Реч омбудсман у шведском језику означава особу која „има слуха за народ”. Овај парламентарни повереник имао је за задатак да спречи да краљ и влада игноришу законе. Омбудсман би користио овлашћење да од извршне власти захтева извештаје о примени закона, као и овлашћење да покреће одговарајуће поступке ради утврђивања одговорности управних службеника.
Данас је омбудсман инокосни државни орган који се стара о заштити и унапређењу људских слобода и права.

## Порекло и етимологија
Прототип омбудсмана је можда процветао у Кини током династије Ћин (221. п. н. е.), а касније у Кореји за време династије Чосон. Положај тајног краљевског инспектора, или amhaeng-eosa (암행어사, 暗行御史) био је јединствен за династију Чосен, где је прикривени званичник кога је директно именовао краљ послат у локалне провинције да надгледа владине званичнике и брине о становништву док путује инкогнито. Римски трибун је имао неке сличне улоге, са овлашћењем да стави вето на акте који су повредили плебејце. Још један претходник омбудсмана био је Diwān al-Maẓālim (دِيوَانُ الْمَظَالِمِ) који изгледа да сеже до другог халифе, Омара (634—644), и концепта Qaḍī al-Quḍāt (قَاضِي الْقُضَاةِ). Такође су потврђени у Сијаму, Индији, династији Љао (Китанско царство), Јапану и Кини.
Аутохтони шведски, норвешки и дански термин, ombudsmand је етимолошки укорењен у старонордијској речи умumboðsmaðr, која у суштини значи 'представник' (са речју umbud/ombud што значи 'пуномоћник', 'адвокат'; то јест, неко ко је овлашћен да делује за неког другог, значење које још увек има у скандинавским језицима). У данском Закону Јиланда из 1241. израз је umbozman и конкретно означава једног краљевског државног службеника у сто. Од 1552. користи се и у другим нордијским језицима као што су исландски и фарски umboðsmaður, норвешки оombudsmann/ombodsmann и шведски ombudsman. Опште значење је било и отприлике остаје 'човек који представља (некога)' (тј. представник) или 'човек са налогом (од некога)' (комесар). Мањина која говори шведски у Финској користи шведску терминологију. Различити облици суфикса -mand, -maður, и тако даље, само су облици које уобичајена германска реч коју представља енглеска реч man има у различитим језицима. Дакле, модерни облик множине ombudsmen од енглеске позајмљене речи ombudsman је етимолошки разуман; али и благи протест Емили О'Рејли када је први пут изабрана за омбудсмана Ирске:
Бићу омбудсман, али нећу имати потешкоћа да будем називана и било како друго.
Употреба термина у његовој савременој употреби почела је у Норвешкој, а након тога је уследила Шведска са шведским парламентарним омбудсманом који је успостављен владиним инструментом из 1809. године, да заштити права грађана успостављањем надзорне агенције независне од извршне власти. Претходница шведског парламентарног омбудсмана била је Канцеларија врховног омбудсмана (Högste Ombudsmannen), коју је основао шведски краљ Карло XII 1713. Карло XII је био у егзилу у Турској и требао му је представник у Шведској да осигура да судије и државни службеници поступају у складу са законима и својим дужностима. Уколико то нису учинили, Врховни омбудсман је имао право да их гони за немар. Године 1719, Шведска канцеларија врховног омбудсмана постала је канцелар правде. Парламентарни омбудсман је основан 1809. године од стране шведског Риксдага, као паралелна институција са још увек присутним канцеларом правде, одражавајући концепт поделе власти који је развио Монтескје.

## У политици
Уопштено говорећи, омбудсман је државни службеник који је именован да врши проверу владиних активности у интересу грађана и да надгледа истрагу притужби на неприкладне активности владе против грађана. Ако омбудсман сматра да је притужба утемељена, проблем може бити отклоњен или се објављује извештај омбудсмана са препорукама за промене. Даље обештећење зависи од закона дотичне земље, али то обично укључује финансијску компензацију. Омбудсмани у већини земаља немају овлашћења да покрену судски поступак или кривично гоњење на основу жалбе. Ова улога се понекад назива и „трибунска” улога, а традиционално су је испуњавали изабрани представници — термин се односи на древне римске „трибуне плебејаца” (tribuni plebis), чија је улога била да заступају у политичком процесу обичне грађане.
Највећа предност омбудсмана је у томе што он или она разматра жалбе изван државне институције која је потенцијално извршила прекршила, чиме се избегава сукоб интереса својствен самополицији. Међутим, систем омбудсмана се у великој мери ослања на избор одговарајуће особе за функцију и на сарадњу барем неког ефективног званичника из државног апарата. Институција је такође критикована: „омбудсмани су реликти апсолутизма, осмишљени да испеглају најгоре неумерености административне самовоље, а да притом задрже нетакнуте структуре моћи.”

## У свету
У законодавствима широм света нормиране су различите организације ове институције (у Аустрији је ова институција колегијално тело) као и различити називи за омбудсмана: „бранилац народа” — Defensor del pueblo у земљама шпанског говорног подручја, као што су Шпанија, Аргентина, Перу и Колумбија; „парламентарни заступник за администрацију” — Parliamentary Commissioner for Administration, Шри Ланка, Велика Британија; „заштитник становника” — Protecteur du Citizen, Канада; „бранилац грађана” — Difensore Civico, Италија, и „заштитник грађана” у Србији.

## Заштитник грађана у Србији
У правни поредак Републике Србије институција Заштитника грађана уведена је 2005. године када је донет Закон о Заштитнику грађана. Постојање ове институције потврђено је и Уставом Републике Србије из 2006. године.
Заштитника грађана бира и разрешава Народна скупштина Републике Србије, којој је омбудсман дужан да подноси годишње извештаје о раду. Садашњи, први републички заштитник грађана Саша Јанковић, ступио је на дужност 23. јула 2007. године полажући заклетву пред Народном скупштином. После њега на том месту био је Зоран Пашалић.

## Делатност заступника грађана
Заштитник грађана поступа у оквиру Устава, закона, других прописа и општих аката као и ратификованих међународних уговора и општеприхваћених правила међународног права.
Посебну пажњу посвећује заштити: права припадника националних мањина, права детета, права особа са инвалидитетом, права лица лишених слободе и равноправности полова.
Он поступа по притужби грађана (усменој или писменој притужби Служби заштитника грађана, која по правилу не сме бити анонимна, и мора бити крајње средство) или по сопственој иницијативи, по питањима везаним за непрописан рад: органа управе, републичког јавног правобраниоца, односно органа и организација која врше јавна овлашћења. Притом се у обзир узима и обавеза наведених органа да при поступању са странкама поступају са савесношћу, стручношћу, непристрасношћу, делотворношћу, уз етичност и неизбежно поштовање достојанствености странке.
По пажљиво размотреној притужби заштитник грађана је овлашћен да на увиђене пропусте упозори надлежне органе и затражи од њих да пропусте исправе. Уколико то не учине он може предузети радикалније мере као што су обавештавање Скупштине, Владе и јавности, односно препоручивање да се утврди одговорност руководилаца органа управе. Осим овог процесног овлашћења заштитник грађана има пре свега саветодавна овлашћења у области унапређења људских права, делујући превентивно и едукативно.
Заштитник грађана није овлашћен да контролише рад председника Републике, Владе, Народне скупштине, Уставног суда и судова и јавног тужилаштва.

### Међународна и регионална удружења омбудсмана
- International Ombudsman Institute (IOI) — representing 150 public sector independent ombudsman institutions on the national, state, regional and local level around the globe
- „Asian Ombudsman Association (AOA) — "To promote the concepts of Ombudsmanship and to encourage its development in Asia"”. Архивирано из оригинала 26. 06. 2017. г. Приступљено 08. 01. 2022.
- Association of Mediterranean Ombudsmen (AMO)
- ANZOA — Australian and New Zealand Ombudsman Association (ANZOA)
- Ombudsman Association (formerly the British and Irish Ombudsman Association, BIOA)
- European Network of Ombudspersons for Children (ENOC)
- „ENOHE”. Архивирано из оригинала 30. 04. 2005. г. Приступљено 15. 08. 2020. — European Network of Ombudsmen in Higher Education (ENOHE), Universiteit van Amsterdam
- European Ombudsman Institute European Ombudsman Institute
- IOA — International Ombudsman Association (IOA)
- „ONO”. Архивирано из оригинала 15. 08. 2020. г. Приступљено 15. 08. 2020. — Organization of News Ombudsmen (ONO)

### Каталози омбудсмана
- IOI — International Ombudsman Institute (international directory of ombudsmen)
- Ombuds Blog includes lists of organizational ombuds offices in corporations, academic, governmental, and other organizations